# Аеродром Лисичји Јарак
Аеродром Лисичји Јарак (: , : ) је спортски аеродром у Падинској Скели, Београд. Аеродром је лоциран на око 13 km северно од центра Београда. Аеродром се користи за спортско и аматерско летење, падобранство и операције запрашивања.